# PAZ–672
A PAZ–672 (oroszul: ПАЗ–672) egy szovjet midibusztípus, amit a Pavlovói Autóbuszgyár (PAZ) gyártott 1967–1989 között. 2×4-es és 4×4-es hajtással is készült. A szovjet vidék egyik meghatározó busztípusa volt az 1970-es évektől. Összes változatát beleszámítva közel 300 ezer darab készült belőle. Elsősorban elővárosi és vidéki forgalomra szánták, de szolgálati járműként, valamint iránytaxiként a városi közlekedésben is elterjedt. Speciális változatai is készültek, így többek között televíziós közvetítőkocsi és halottaskocsi alapjául is szolgált. A polgári alkalmazás mellett a Szovjet Hadseregben mentő járműként és parancsnoki járműként is alkalmazták.

## Története
Tervezése 1957-ben kezdődött. A fejlesztés alapjául a gyár előző modellje, a PAZ–652B szolgált. A járműhöz a GAZ–53 tehergépkocsi alvázát, ZMZ–511 típusú V8-as motorját és hajtásláncát használták. A kormánymű hidraulikus szervóberendezést kapott. Az autóbusz fejlesztésével egy időben egy pótkocsi tervezése is folyt. A PAZ–750 pótkocsit azonban végül nem gyártották.
A jármű 1958 végére készült el. Az első prototípus, amely külsőre kis mérték még különbözött a későbbi sorozatgyártású változattól, 1989 novemberében készült el. A fejlesztés során igyekeztek kiküszöbölni a PAZ–652 hátrányos tulajdonságait, emellett a GAZ–52 és GZA–53-as tehergépkocsikon alkalmazott új megoldásokat is felhasználták. 1960 decemberére készült el az autóbusz módosított prototípusa. Maga a karosszéria nagyrészt a PAZ–652B-ből származott. A fékrendszere kétkörös lett, külön fékköre volt az első és a hátsó hídnak.
1961–1963 között további három prototípust építettek. Az 1963-ban lefolytatott hatósági vizsgák alapján jóváhagyták az autóbusz sorozatgyártását. 1964-ben azonban még további módosításokat végeztek a járművön, többek között átdolgozták a karosszériát. Ennek során csökkentették a tömegét és nagyobbak lettek az oldalsó ablakok. 1964 végéig a tervek szerint már 500 darabot akartak gyártani a járműből, azonban a gyártás előkészítése csúszott, és azt a következő években sem sikerült azt beindítani. 1966-ban néhány prototípussal megtették a Pavlovo–Jereván–Pavlovo útvonalat. Az alapjármű fejlesztésével párhuzamosan folyt a speciális változatok fejlesztése is.
A sorozatgyártást csak 1967-ben sikerült elkezdeni. Az első két sorozatgyártású példány 1967. október 25-én készült el a PAZ-nál.
1969 decemberében határoztak a modernizálásáról. Növelték a motor élettartamát, a hidraulikus kormányszervó és a fékek megbízhatóságát. A modernizálás és a változtatások bevezetése folyamatosan zajlott a sorozatgyártás alatt. 1975-re a nagyjavítások közötti üzemidőt 320 ezer km-re növelték. 1979-ben a kisméretű kerek irányjelzőket lecserélték nagyobb méretű, négyszögletes irányjelző lámpákra. Ekkor a hátsó kerek lámpákat (féklámpa, helyzetjelző) is lecserélték négyzetes lámpára.
1980-ban újabb modernizálást hajtottak végre a járművön és a jármű ekkor a PAZ–672M típusjelzést kapta. Ezt mint alapváltozatot 1982 decemberétől gyártották 1989-ig. A PAZ–672M motorjának teljesítményét néhány LE-vel növelték. Javítottak az üléseken, és hatékonyabb hang- és hőszigetelést kapott az utastérbe lógó motorburkolat. A tetőn lévő szellőzőnyílások számát hatról négyre csökkentették.
A sorozatgyártást 1989-ben szüntették be. Addig összesen 288 688 darab készült. Ebből az alapváltozat mennyisége 190 150 darab volt (melyből 90 645 darab a modernizált PAZ–672M volt). A típust 1989-től a PAZ–3205 váltotta fel a gyártósoron.

## Típusváltozatok

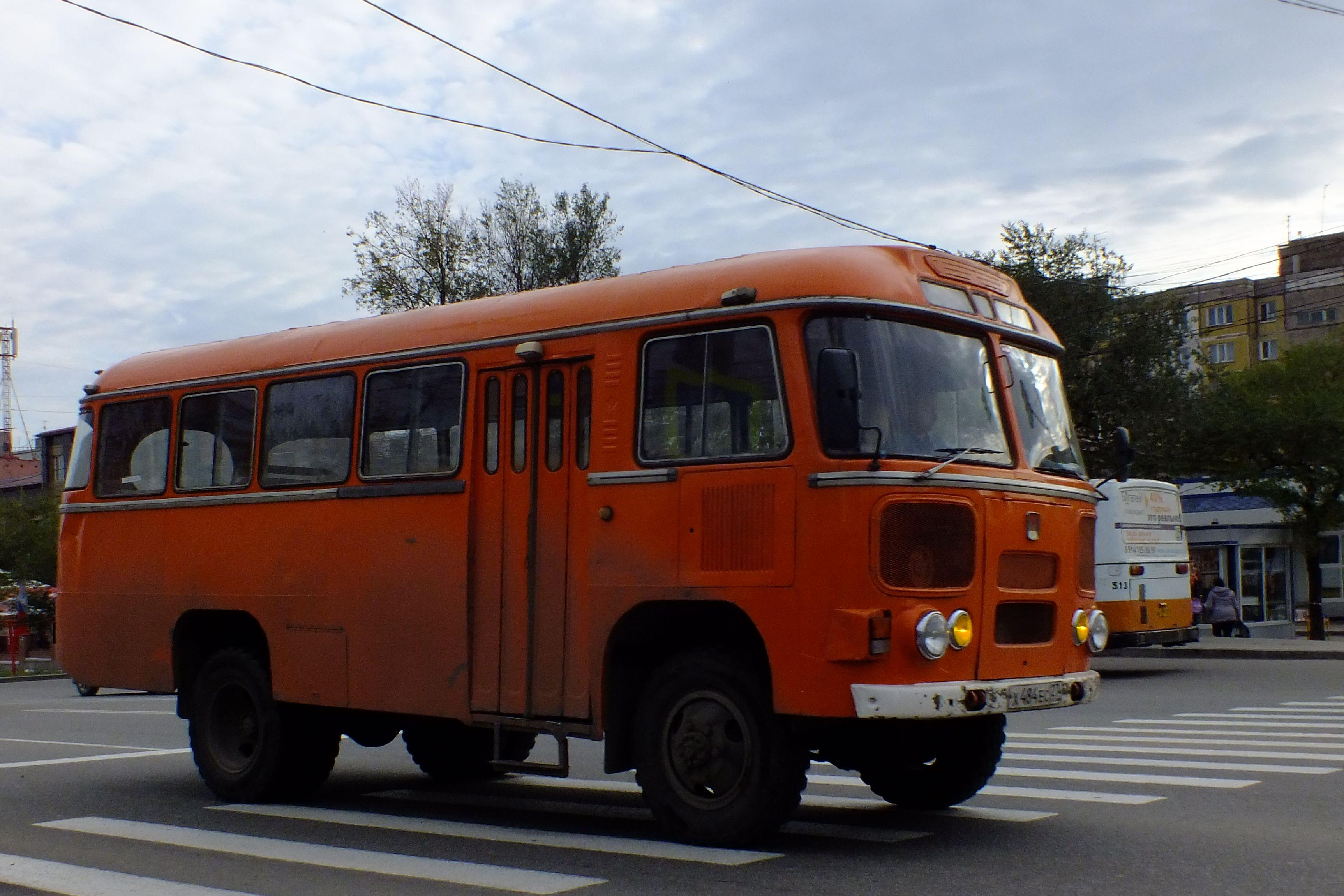
A PAZ–3102 4×4-es hajtásképletű változat

- PAZ–672 – Alapmodell, melyet 1968–1982 között gyártottak.
- PAZ–672M – Modernizált alapmodell, 1982-től 1989-ig gyártották.
- PAZ–672A – Kiránduló, városnéző autóbusz. A Szovjetunió üdülőövezeteibe szánták. 1966-ban kezdték el a tervezését. Eredetileg a PAZ–672Ju típusjelzést kapta, de azt később a trópusi változatnál használták. A jó kilátás érdekében elhagyták az oldalsó és a hátsó ablakot, a jármű így részben nyitott volt, az utastér fölött egy könnyű tetőszerkezet volt. Csak egy oldalsó ajtaja volt, amely kézzel nyitható.
- PAZ–672G – hegyvidéki régiókban történő üzemeltetésre készített változat. A változat tervdokumentációja 1974-re készült el, a gyári tesztekkel 1975-ben végeztek. A jármű elektrodinamikus motorféket (retarder) kapott. Az üléseket biztonsági övvel látták el. Az oldalsó tetőablakokat elhagyták.
- PAZ–672D – Dízelmotoros változat. Tervezése 1966-ban kezdődött. A gazdaságosság növelése érdekében a járműbe a benzinmotor helyett dízelmotort építettek. 1972-ben két járműbe a Minszki Motorgyár 105 LE-s dízelmotorját szerelték, emellett a motorhoz illeszkedő másik váltót kapott a jármű. A dízelmotoros változat gyártását végül az akadályozta meg, hogy nem volt elég kapacitás megfelelő mennyiségű kis teljesítményű dízelmotor gyártására (a Szovjetunióban csak teherautó dízelmotorok készültek nagy mennyiségben abban az időben), illetve az 1970-es években a benzin olyan olcsó volt a Szovjetunióban, hogy a gazdaságossági szempontok sem jelentettek ösztönzést egy dízelmotoros változat gyártására.
- PAZ–672K – Jelentősen áttervezett karosszériával készített változat. A karosszériát modernebb vonalvezetés, szögletesebb formák és nagy ablakfelületek jellemezték. Csak kísérleti szintem maradt, sorozatgyártására nem került sor.
- PAZ–672T – Turista változat, melyet kisebb távolságú (200–300 km-es) turistautakhoz terveztek. Már az alapváltozat tervezésekor felmerült egy turistabusz változat, de a gyártása csak 1975-ben indult el. Elsősorban a kényelmes, dönthető támlájú székek jelentették a fő különbséget az alapváltozathoz képest, de emellett szélesebb és kézi működtetésű ajtókat kapott. A turista változat a gyártósorról lekerült járművek alapján egyedi gyártással készült kis mennyiségben.

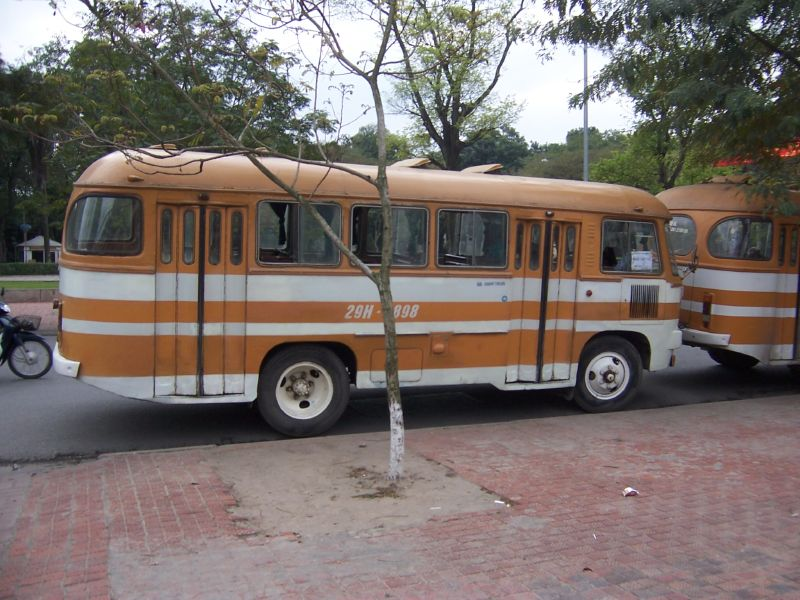
PAZ–672Ju trópusi változat Vietnámban

- PAZ–672Ju – Trópusi éghajlati viszonyokhoz készített exportváltozat, gyárilag fehér fényezéssel készült, amelyen valamilyen színes csíkozás volt a díszítő csíkozás. A tető oldalsó részén hiányoztak a kis felső ablakok. Afrikába, Délkelet-Ázsiába és Kubába exportálták. Elsősorban a meleg és párás éghajlatnak és az erős napsütésnek ellenálló anyagok (acél, festékek, műanyagok, gumi) alkalmazásában különbözött, emellett csak egy üzemanyagtartálya volt. 1970-től 1989-ig gyártották.
- PAZ–672VJu – Trópusi éghajlati viszonyokra gyártott alváz. Kubai exportra készült, a PAZ csak az alvázat gyártotta és szállította. A jármű felépítménye Kubában készült. Összesen 21100 ilyen alváz készült.
- PAZ–672SZ – Északi. hideg éghajlati viszonyokhoz készített változat. Hőszigeteléssel, kétrétegű üveggel, erősebb fűtőberendezéssel ellátott változat. A járművek narancssárga festést kaptak.
- PAZ–672TL – Sportolók állapotfelmérésére szolgáló laboratórium. Egy laboratórium-egység két járművön helyezkedett el. 1977-ben készült el. A PAZ csak a járművet készítette a megfelelő utastér kialakítással, a műszereket máshol szerelték be. Az 1980-as olimpiára készítették. Összesen 10 darab ilyen laboratórium készült 20 járművel.
- PAZ–672U – Mérsékelt égövi régiókba szánt exportváltozat, melyet 1969-től 1981-ig gyártottak.
- PAZ–672UM – Modernizált exportváltozat. 1981–1988 között készült. 1979–1980 között gyártottak UM típusjelzéssel egy 50 darabos olimpiai sorozatot is, melyeket az 1980-as moszkvai olimpiai delegációk és a szervezőbizottság szállítására használtak.

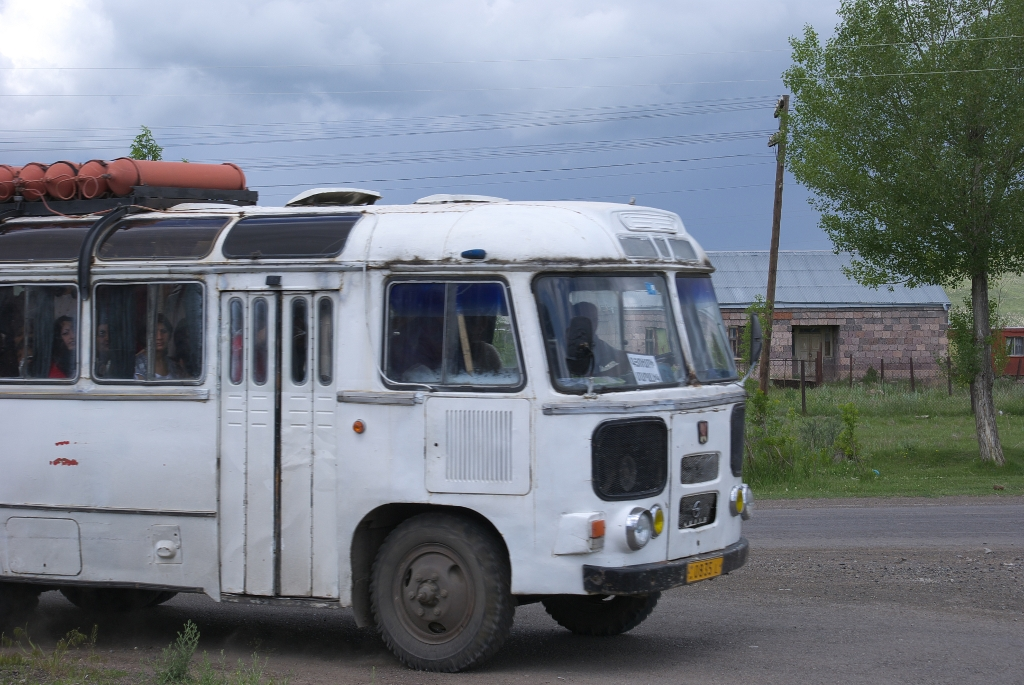
PAZ–672ZS gázüzemű változat Jerevánban. A sűrített földgázt tartalmazó palackok a jármű tetején találhatók

- PAZ–672ZS – Gázüzemű változat, melyet 1985–1989 között gyártottak. A Rjazanyi Gázberendezések Gyárával közösen fejlesztették ki. Alapvetően a PAZ–672Ju változaton alapult. A sűrített földgázt tartalmazó tartályokat a tető hátsó részén helyezték el. A ZMZ gyártmányú motor földgázzal és benzinnel is üzemelhetett. A pontos gyártott mennyiség nem ismert, valószínűleg néhány száz darab lehetett. A gázüzemű PAZ–672ZS változat elsősorban a Szovjetunió déli régióiban és  Ukrajnában volt elterjedt.
- PAZ–3202SZ – Északi, hideg klímához, 4×4-es hajtással készült változat.
- PAZ–3201 – növelt terepjáró képességű változat, 4×4-es hajtással. 1972–1989 között gyártották, tömege 4860 kg. Külső megjelenésében megegyezik a PAZ–672 alapváltozattal, csak a nagyobb hasmagasságban és a hátsó ajtó hiányában különbözik. Elektrodinamikus segédfékkel látták el. A Szovjet Hadseregben mentő járműként alkalmazták.
- PAZ–3201SZ – A PAZ–3201 északi, hideg éghajlati viszonyokra készített változata.
- KT–201 – A PAZ–672M-en alapuló halottszállító, kegyeleti jármű, melyet az Arzamaszi Kommunális Gépgyár készített. Módosított utastere volt. A hátsó csomagtartó helyén a koporsó szállítására szolgáló teret alakítottak ki.
- PAZ–3742 – Áruszállító hűtőkocsi gyorsan romló áruk szállítására. 1977-ben jelent meg, de a sorozatgyártása csak 1981-ben kezdődött el. Üres tömege 4000 kg, teherbíró képessége 2500 kg. Kissé hosszabb, 7320 mm. Készült csak hőszigetelt változata is. Ez a PAZ–37421 áruszállító, amely nem rendelkezett hűtőberendezéssel. A PAZ–3742 és a PAZ–37421 gyártását a Pavlovói Autóbuszgyár később átadta a Bakui Speciális Járműgyárnak (BZSZA). A bakui gyártás kezdetben csak a hűtőberendezés beszerelésére korlátozódott. Később a PAZ a jármű részegységeit készletben szállította Bakuba és ott történt az összeszerelés. A gyártása 1989-ben szűnt meg. Beceneve Pingvin volt.
- BakAZ–3219 – A Bakui Autógyár (BakAZ) gyártotta 1989–1993 között. A PAZ–3742 hűtőgépkocsin alapul, csak a zárt rakodótéren ablakokat alakítottak ki és átalakították utasszállításra. A BakAZ–3219 alapjain mobil orvosi laboratórium is készült.
- PAZ–3916 – Televíziós közvetítőkocsi. Az 1970-es években PAZ–672-es autóbuszokat használtak erre a célra, melyekbe a Kirovohradi Rádiotechnikai Gyár elektronikus berendezéseit szerelték be. Az 1980-as moszkvai olimpia előtt jelent meg a kifejezetten közvetítőkocsinak tervezett PAZ–3916, melybe a PVSZ–4 mobil stúdiót telepítették. A PVSZ–4-hez négy kamera, két videómagnó, valamint hang- és képkeverő pult tartozott. Összesen 16 darab PAZ–3916 közvetítőkocsit készítettek.
- VgArZ–3928 – Mozgó véradó állomás, melyet a Vorosilovgrádi Autóösszeszerelő Üzem (VgArZ) készített a PAZ–672 alapjain.

## Műszaki adatok (PAZ–672)

### Általános adatok
- Ülőhelyek száma: 23
- Maximális utaskapacitás: 45 fő

### Geometriai méretek
- Hossz: 7150 mm
- Szélesség: 2440 mm
- Magasság: 2952 mm
- Tengelytáv: 3600 mm
- Nyomtáv:
  - Első kerekek: 1940 mm
  - Hátsó kerekek: 1690 mm

### Tömeg-adatok
- Össztömeg: 8060 kg
- Üres tömeg: 4535 kg

### Motor, erőátvitel és teljesítmény
- Típusa: ZMZ–672 V8-as hengerelrendezésű, folyadékhűtésű benzinmotor
- Maximális teljesítmény: 85 kW (115 LE) 3200 ford./perc fordulatszámon
- Hengerűrtartalom: 4,25 l
- Kompresszióviszony: 6,7
- Tengelykapcsoló: száraz, egytárcsás
- Sebességváltó: négyfokozatú, mechanikus
- Üzemanyagtartály kapacitása: 105 l
- Üzemanyag: A–72 benzin
- Üzemanyagfogyasztás: 20,5 l/100 km
- Maximális sebesség: 80 km/h